# Breimsvatnet
Breimsvatnet er en sø beliggende i den vestlige del af i bygden Breim i Gloppen kommune, men som strækker sig sydover til Jølster i Vestland fylke i Norge. Med sine 278 dybdemeter er søen fylkets næstdybeste, og landets 12. dybeste; arealmæssigt er søen på 22,52 km² nummer 67 i Norge.
Breimsvatnet har som en af få søer i Sogn og Fjordane en dokumenteret bestand af storørred, men der er også en bestand fjeldørred. Breimsvatnet og resten af Breimsvassdraget er kendt for gode fiskeforhold og trækker mange turister i sommerhalvåret.
Søen får vand fra en række elve, hvoraf de tre største er Breimselva, eller Storeelva, ved Reed, Førdelva ved Førde i Jølster og Kandalselva ved bygden Kandal. Breimsvatnet har udløb i Gloppeelva mod vest. Mod syd rejser fjeldet Skjorta sig over søen.
Henrik Ibsen passerede gennem Breim på rejsen gennem Vestlandet i sommeren 1862, og skildrede området sådan
| Citat               | Bræheimsvandet, som med sine Omgivelser vistnok er mindre besøgt af Tourister, end det fortjener, tager sin Begyndelse en god halv Miil ovenfor Jølstervandet; men denne lille Veistrækning har et Parti at opvise, som i storartet Vildhed fuldkommen kan stilles ved Siden af Romsdalen eller det mærkelige Punkt i Bæverdalen, hvor alle Udveie synes at stænges af Fjeldsiderne. Dalføret her er igrunden ikke andet end en Revne mellem de bugtede, uhyre, sønderrevne Fjeldmure, og fyldt med nedstyrtede Tinder og Bergstykker, saa store, at man kunde udhule en heel Domkirke i mangen en af dem. Den samme vilde Charakteer beholder Bræheimsvandet den første halve Miil opover, men herfra vider Stranden sig ud til flade, dyrkede Strækninger. Fra Skydsskiftet Reed gaar Postveien nordover over et Høifjeld omkring 2000 Fod iveiret. | Citat |
| Henrik Ibsen (1862) | |       |